# Невинные голоса
Невинные голоса — военная драма 2004 года режиссёра Луиса Мандоки. Официальная номинация на премию «Оскар» от Мексики. История детства автора сценария Оскара Торреса во времена Гражданской войны в Сальвадоре в 1980 году.

## Сюжет
Начальная сцена. Четверых мальчиков ведут через джунгли под дождём военные в форме.
Чаве (Карлос Падилья) 11 лет, он старший в семье Келлы (Леонор Варела). Отец семьи уехал в США. В городе, котором они живут, происходит вооружённый конфликт между регулярной армией и повстанцами. Чава ходит в школу, а после школы зарабатывает деньги.
Скоро ему 12 лет и его заберут в армию, как и всех его одноклассников. Однажды в дом приходит дядя Бето, воюющий на стороне повстанцев, и хочет забрать Чаву с собой, чтобы спасти от армии. Мать не соглашается, а Бето дарит племяннику радиоприёмник для прослушивания станции повстанцев, Бенсеремос.
Чава сознательно проигрывает по радио запрещённую песню перед солдатами, но его спасает священник. Появляется девочка Кристина Мария, которая нравится Чаве. В результате нападения школу закрывают. Семья переезжает в более безопасное место.
Повстанец рассказывает ему о следующей дате набора в армию, он предупреждает своих друзей, и родители прячут детей. Чава приходит навестить Кристину Марию, но её дом превратился в руины.
Он с друзьями идёт к повстанцам, за ним следят, и лагерь подвергается атаке. Чава и его несколько друзей пойманы и их ведут через лес. Сюжет переносится в начальную сцену.
Их ведут на расстрел к берегу реки. Там солдаты начинают их расстреливать по одному. Чаву спасает только неожиданное нападение повстанцев. Он хватает ружьё убитого солдата и рвётся в бой, прицеливается, но внезапно видит перед собой в форме регулярной армии своего знакомого из школы.
Чава бежит домой и встречает мать возле разрушенного дома. Она решает отправить сына к отцу в США, чтобы спасти его от властей. В эпилоге Чава возвращается спустя шесть лет в Сальвадор.

## Награды
- Фильм получил приз Ариэль в категориях: Лучшие спецэффекты, Лучший грим, Лучшая актриса второго плана (2005).
- Серебряный медведь Берлинского международного кинофестиваля (2005).
- Приз Золотая космическая игла Международного кинофестиваля в Сиэтле (2005).
- Приз зрителей за Лучший фильм на Международном фестивале в Тромсё (2006).

## Критика
Большинство (73 %) критиков в США положительно оценило картину. В испаноязычном мире фильм получил критику за то, что в произношении актёров совсем не учитывался испанский диалект Сальвадора, voseo.
Аргентинский киноблог (Celuloid.com.ar): «Перефразируя писателя Карлоса Фуэнтеса, фильм бередит „спокойные души“, так как показывает реальность настолько жестокую и несправедливую, насколько молчаливую и игнорируемую. Он обнажает человеческую жестокость стоящих у власти и их сообщников и предполагает — всего лишь предполагает — об ответственности, вызванной североамериканским вторжением в страну, опустошённую бедностью и деспотией… Совместно снятый фильм к тому же обладает ценностью за свои кинематографические качества. Например, сценарий прекрасно воссоздаёт контрасты детства, колеблющегося между невинными фантазиями и горечью, смешанную с решимостью, возникающих от быстрого взросления на войне. В этом смысле показательны кадры с детьми, когда они считают звёзды или запускают фонарики в небо и сцены перестрелок во время семейного ужина, засады и расстрел. Ясно, что Мандоки не стремится завуалировать тяготы, перенесённые детьми Сальвадора. К счастью, юные актёры, особенно Карлос Падилья, полностью соответствуют задаче благодаря своему безупречному исполнению, равно как и взрослые, играющие свои роли весьма разносторонне… Коротко говоря, „Невинные голоса“ один из тех „про́клятых фильмов“, качество которых все оценили, но никто (или почти никто) не хочет их смотреть».